# Orbita

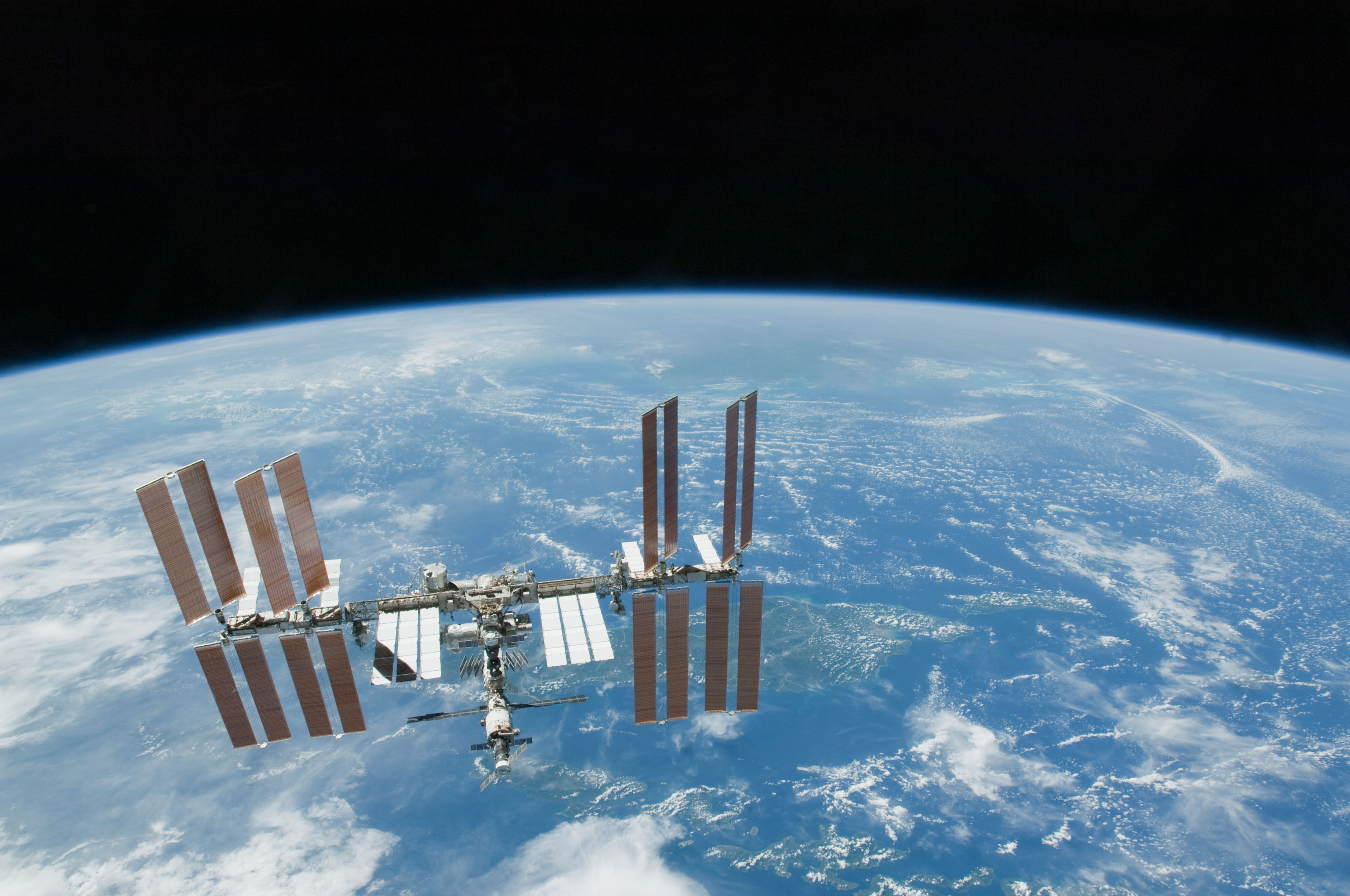
La Stazione spaziale internazionale in orbita al di sopra della Terra

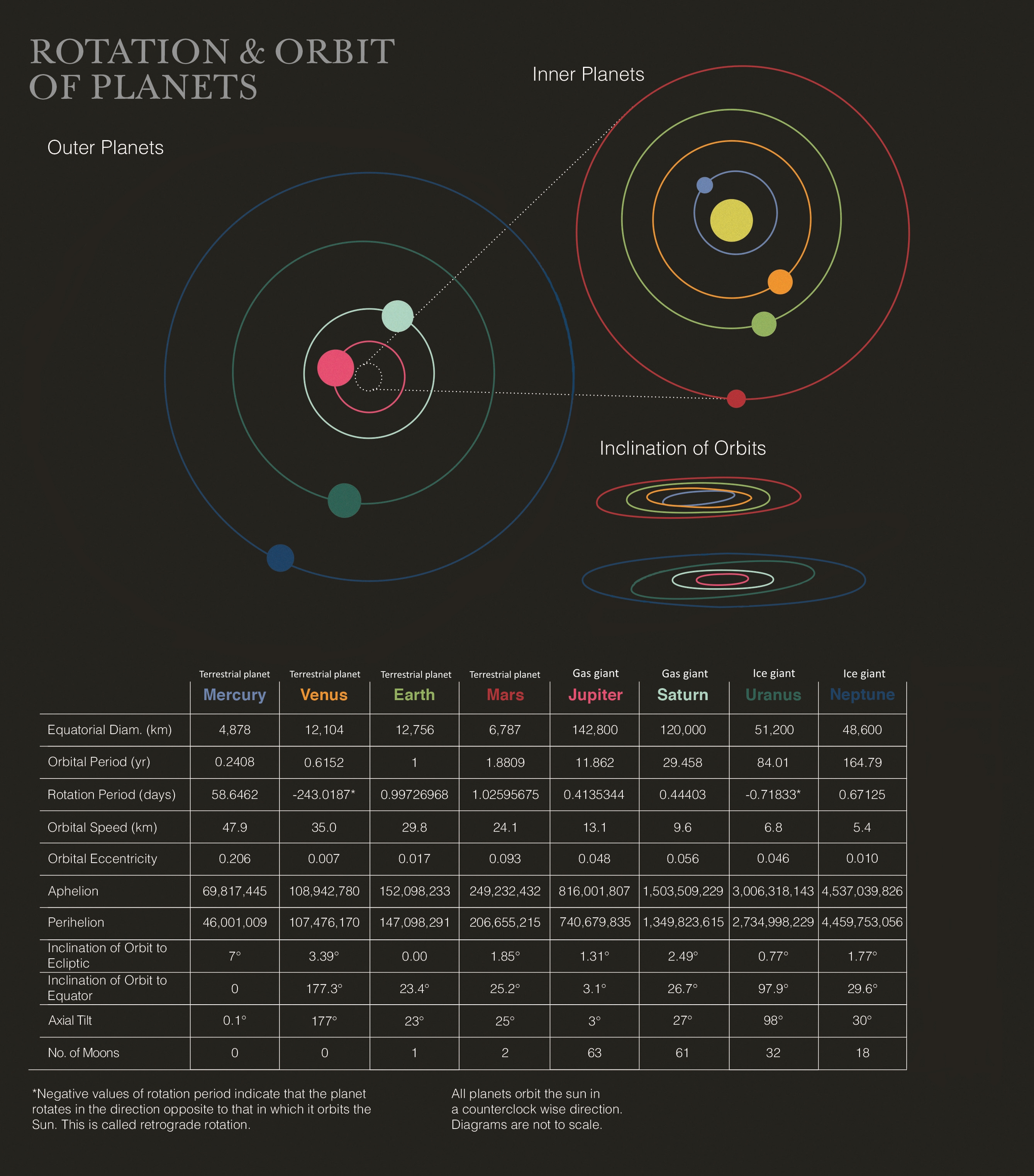
Orbite planetarie

Due corpi di massa diversa in orbita attorno a un baricentro comune. Le dimensioni relative e il tipo di orbita sono simili al sistema Plutone-Caronte.

In fisica, un'orbita è il percorso incurvato seguito da oggetto attorno ad un corpo nello spazio a causa della gravitazione esercitata da questo, ad esempio l'orbita di un pianeta attorno al centro di un sistema planetario, come il sistema solare. Le orbite dei pianeti sono normalmente ellittiche.
L'attuale comprensione della meccanica del moto orbitale è basata sulla teoria della relatività generale di Albert Einstein, che spiega come la gravità sia dovuta alla curvatura dello spazio-tempo, con orbite che seguono le geodetiche. Per comodità di calcolo, la relatività è di solito approssimata con la legge di gravitazione universale, basata sulle leggi di Keplero relative al moto dei pianeti.

## Storia
Storicamente, i moti apparenti dei pianeti sono stati prima spiegati geometricamente (senza riferimenti alla gravità) in termini di epicicli, vale a dire la sommatoria di numerosi movimenti circolari. Questa teoria prediceva il percorso dei pianeti abbastanza accuratamente, fino a quando Giovanni Keplero non dimostrò che il moto dei pianeti era in realtà ellittico.
Nel modello geocentrico del sistema solare si utilizzavano le sfere celesti per spiegare il moto apparente dei pianeti nel cielo in termini di sfere perfette o di anelli. Dopo che il moto dei pianeti fu misurato più accuratamente, si dovettero aggiungere meccanismi teorici come i deferenti e gli epicicli. Anche se il modello era in grado di predire con precisione la posizione dei pianeti nel cielo, nel tempo occorreva un numero sempre maggiore di epicicli, che lo facevano diventare sempre più macchinoso.
Le basi per la moderna comprensione delle orbite sono state formulate per la prima volta da Keplero, i cui risultati sono compendiati nelle tre leggi del moto planetario. In primo luogo, egli scoprì che le orbite dei pianeti del nostro sistema solare sono ellittiche, non circolari (o epicicloidali) come si era precedentemente creduto, e che il Sole non si trova al centro delle orbite, bensì in uno dei due fuochi. In secondo luogo, scoprì che la velocità orbitale di ciascun pianeta non è costante, ma dipende dalla sua distanza dal Sole. In terzo luogo, Keplero trovò un rapporto comune tra le proprietà orbitali di tutti i pianeti in orbita attorno al Sole. Per i pianeti, i cubi delle loro distanze dal Sole sono proporzionali ai quadrati dei loro periodi orbitali. Giove e Venere, per esempio, sono lontani dal Sole rispettivamente 5,2 e 0,723 ua circa, i loro periodi orbitali sono di 11,86 e 0,615 anni circa. La proporzionalità è data dal fatto che il rapporto di Giove, 5,2³/11,86², è praticamente uguale a quello di Venere, 0,723³/0,615², in accordo con la relazione.

Le linee tracciate da orbite dominate dalla gravità di un corpo centrale sono sezioni coniche, cioè curve formate dalla intersezione tra un piano e un cono. Le orbite paraboliche (1) e quelle iperboliche (3) sono orbite aperte, mentre quelle ellittiche e circolari (2) sono orbite chiuse.

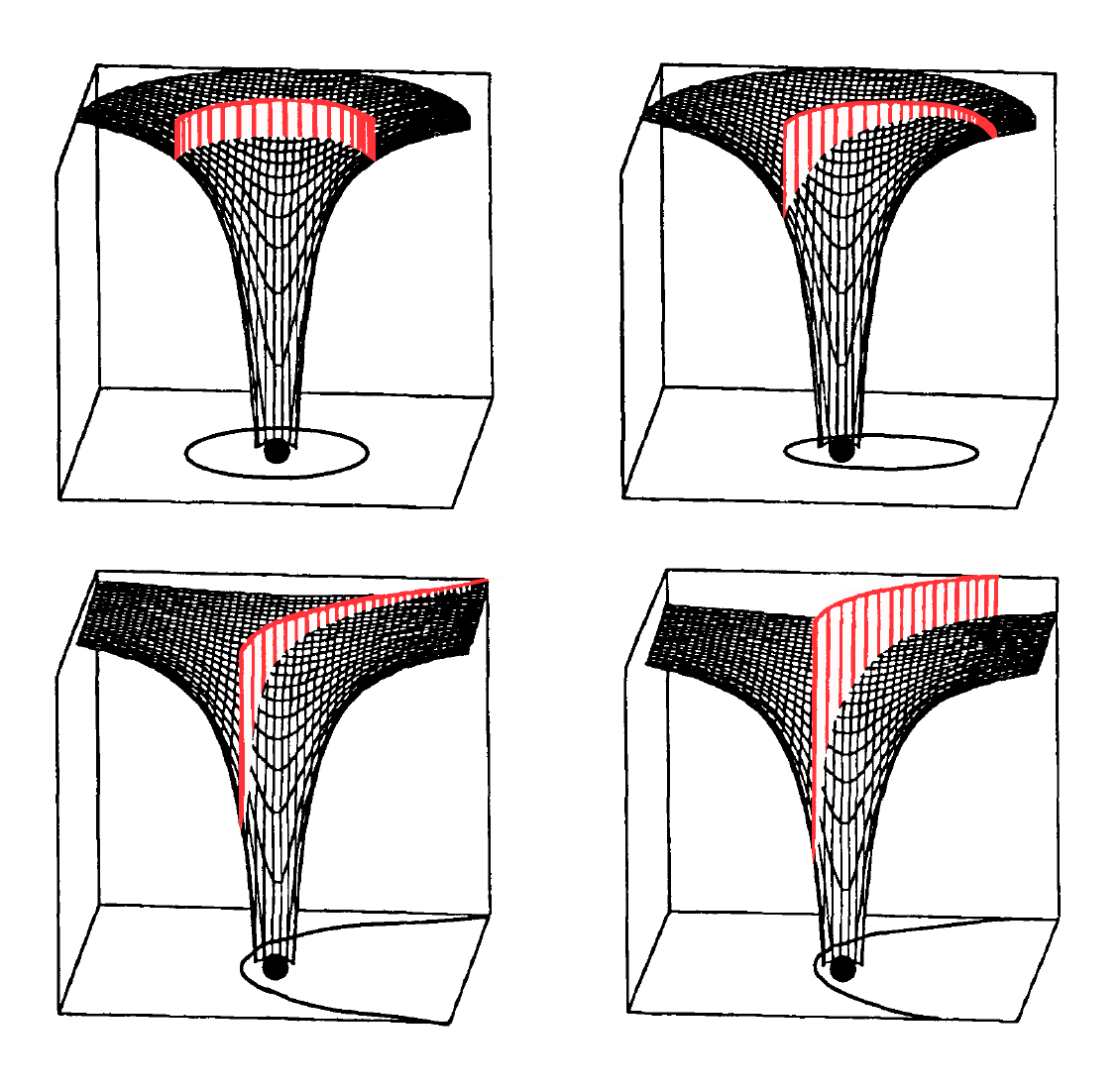
Questa immagine mostra le quattro categorie di traiettorie tramite il pozzo gravitazionale potenziale: in nero si vede il campo di energia potenziale del corpo centrale, in rosso l'altezza dell'energia cinetica del corpo in movimento che si estende sopra di esso. Le variazioni di velocità vengono messe in relazione alle variazioni di distanza secondo le leggi di Keplero.

Isaac Newton dimostrò che le leggi di Keplero sono derivabili dalla sua teoria della gravitazione universale e che, in generale, le orbite di corpi soggetti alla forza di gravità, ipotizzando una propagazione istantanea di quest'ultima, sono delle sezioni coniche. Newton dimostrò inoltre che per una coppia di corpi le dimensioni delle orbite sono inversamente proporzionali alle loro masse, e che i corpi ruotano attorno al loro centro di massa comune. Quando un corpo è molto più massiccio dell'altro, è conveniente approssimare considerando il centro di massa coincidente con il centro del corpo più massiccio.
Albert Einstein fu in grado di dimostrare che la gravità è dovuta alla curvatura dello spazio-tempo, rendendo non più necessaria l'ipotesi di una gravità che si propaga istantaneamente. Nella teoria della relatività, le orbite seguono traiettorie geodetiche che si avvicinano di molto ai calcoli di Newton. Tuttavia vi sono differenze che possono essere utilizzate per determinare quale teoria descrive la realtà in modo più accurato. In sostanza tutte le prove sperimentali che permettono di distinguere tra le teorie concordano con la teoria della relatività, ma le differenze con la meccanica newtoniana sono di solito molto piccole (salvo che per campi gravitazionali molto forti e velocità molto elevate). Il primo calcolo della distorsione relativistica riguardò la velocità dell'orbita di Mercurio e la forza del campo gravitazionale solare, in quanto questi due valori sono sufficienti a causare variazioni negli elementi orbitali di Mercurio.
Tuttavia, la soluzione di Newton è ancora utilizzata per molti progetti a breve termine, poiché è molto più facile da usare.

## Descrizione

### Orbite planetarie
In un sistema planetario, i pianeti, i pianeti nani, gli asteroidi, le comete e i detriti spaziali orbitano il centro di massa seguendo orbite ellittiche. Una cometa in una traiettoria parabolica o iperbolica attorno a un baricentro non è gravitazionalmente legata alla stella e pertanto non è considerata appartenente al sistema planetario della stella. Corpi gravitazionalmente legati a uno dei pianeti in un sistema planetario, ossia i satelliti naturali o quelli artificiali, seguono orbite attorno a un baricentro vicino a quel pianeta.
A causa delle reciproche perturbazioni gravitazionali, le eccentricità delle orbite planetarie variano nel tempo. Mercurio, il pianeta più piccolo del sistema solare, ha l'orbita più eccentrica. All'epoca attuale, Marte ha la seconda maggior eccentricità, mentre quelle minori appartengono a Venere e a Nettuno.
Quando due oggetti orbitano l'uno attorno all'altro, il periapside è il punto in cui i due oggetti sono più vicini tra loro, mentre l'apoapside è il punto in cui sono più lontani. (termini più specifici sono utilizzati per corpi specifici. Ad esempio, il perigeo e l'apogeo sono la parte più bassa e più alta di un'orbita attorno alla Terra, mentre il perielio e l'afelio sono i punti più vicini e più lontani di un'orbita attorno al Sole.)
In un'orbita ellittica, il centro di massa del sistema orbitante-orbitato è in un fuoco di entrambe le orbite, con niente presente nell'altro fuoco. Quando un pianeta si avvicina al periapside, il pianeta aumenta la propria velocità. Quando un pianeta si avvicina all'apoapside, la sua velocità diminuisce.

### Meccanismo di un'orbita
Ci sono alcuni modi comuni per comprendere le orbite:
- Quando l'oggetto si sposta lateralmente, cade verso il corpo centrale. Tuttavia, si muove così rapidamente che il corpo centrale si incurva sotto di esso.
- La gravità attira l'oggetto lungo un percorso incurvato quando esso tenta di muoversi lungo una linea retta.
- Quando l'oggetto si muove lateralmente (tangenzialmente), cade verso il corpo centrale. Tuttavia, esso ha sufficiente velocità tangenziale per mancare l'oggetto attorno a cui orbita, continuando a cadere senza soluzione di continuità. Questa visione è particolarmente utile per l'analisi matematica, in quanto il moto dell'oggetto può essere descritto come la somma di tre coordinate unidimensionali oscillanti attorno a un centro gravitazionale.

Come esempio di un'orbita attorno a un pianeta, il modello "palla di cannone di Newton" può rivelarsi utile. Si tratta di un esperimento mentale, in cui sulla cima di un'alta montagna un cannone è in grado di sparare una palla orizzontalmente a varie velocità. Gli effetti dell'attrito atmosferico sulla palla vengono ignorati.

Palla di cannone di Newton, un esempio di come gli oggetti possono "cadere" in una curva

Se il cannone spara la palla con una bassa velocità iniziale, la traiettoria della palla curva verso il basso e colpisce il suolo (A). Aumentando la velocità iniziale, la palla colpisce il terreno in un punto più lontano (B) dal cannone, poiché mentre la palla sta ancora cadendo verso il suolo, il terreno si sta sempre più incurvando rispetto a essa (vedi primo punto, in alto). Tutti questi moti sono effettivamente orbite in senso tecnico, stanno descrivendo la porzione di un percorso ellittico attorno al centro di gravità ma, colpendo la Terra, l'orbita viene interrotta.
Se la palla di cannone viene sparata con sufficiente velocità iniziale, il terreno si incurva sotto di essa, almeno tanto quanto la palla cade, così che questa non riesce più a toccare il suolo. Essa si trova ora in quella che potrebbe essere definita un'orbita non interrotta, o di circumnavigazione. Per ogni specifica combinazione di altezza sopra il centro di gravità e di massa del pianeta, c'è una specifica velocità iniziale (non influenzata dalla massa della palla, che si presume essere molto piccola rispetto a quella della Terra) che produce un'orbita circolare, come mostrato in (C).
Con velocità iniziali sempre maggiori, si ottengono orbite ellittiche: una è mostrata in (D). Se lo sparo avviene al di sopra della superficie della Terra, come mostrato, si avranno orbite ellittiche anche a velocità più basse; queste saranno più vicine alla Terra in un punto mezza orbita più in là del cannone.
A una velocità specifica, detta velocità di fuga, di nuovo dipendente dall'altezza dello sparo e dalla massa del pianeta, un'orbita aperta come (E) è una traiettoria parabolica. A velocità ancora più alta, l'oggetto seguirà una serie di traiettorie iperboliche. Da un punto di vista pratico, in entrambi questi tipi di traiettoria l'oggetto "si libera" della gravità del pianeta, "allontanandosi nello spazio".
Il rapporto tra le velocità di due oggetti con massa in movimento può essere pertanto suddiviso in quattro categorie con relative sottocategorie:
1. Nessuna orbita
2. Traiettorie suborbitali
  - Serie di percorsi ellittici interrotti
3. Traiettorie orbitali
  - Serie di percorsi ellittici con il punto più vicino opposto al punto di lancio
  - Percorso circolare
  - Serie di percorsi ellittici con il punto più vicino nel punto di lancio
4. Traiettorie aperte (o di fuga)
  - Percorsi parabolici
  - Percorsi iperbolici

Vale la pena di notare che i razzi reali lanciati da terra, al fine di superare l'atmosfera (che ha un effetto frenante) nel più breve tempo possibile, in un primo momento vanno in verticale, quindi si rigirano per volare tangenzialmente a terra al di sopra dell'atmosfera.
Poi, sono le loro orbite che li mantengono al di sopra dell'atmosfera. Se un'orbita ellittica dovesse incontrare una zona di aria densa, l'oggetto perderebbe velocità, rientrando (cioè cadendo).

### Specifiche di un'orbita
Sono richiesti sei parametri per specificare l'orbita kepleriana di un corpo. Ad esempio, i tre numeri che descrivono la posizione iniziale del corpo e i tre valori per la sua velocità descriveranno un'orbita unica che può essere calcolata sia in avanti sia indietro. Tuttavia, i parametri solitamente utilizzati sono leggermente diversi.
I parametri orbitali (o elementi kepleriani) sono i seguenti:
- Inclinazione (i)
- Longitudine del nodo ascendente (Ω)
- Argomento del pericentro (ω)
- Eccentricità (e)
- Semiasse maggiore (a)
- Anomalia media all'epoca (M0).

In linea di principio, una volta che gli elementi orbitali di un corpo sono noti, la sua posizione può essere calcolata in avanti e indietro per un tempo indeterminato. Tuttavia, oltre alla gravità, altre forze intervengono a perturbare le orbite, quindi gli elementi orbitali cambiano nel tempo.

### Principi della dinamica
In molti casi gli effetti relativistici possono essere trascurati, e i principi della dinamica forniscono una descrizione molto accurata del moto. L'accelerazione di ciascun corpo è pari alla sommatoria delle forze gravitazionali su di esso divisa per la sua massa, mentre la forza gravitazionale tra ogni coppia di corpi è proporzionale al prodotto delle loro masse e diminuisce inversamente con il quadrato della distanza tra loro. Secondo questa approssimazione newtoniana, per un sistema di due masse puntiformi (o corpi sferici), influenzati soltanto dalla loro mutua gravitazione (problema dei due corpi), le orbite possono essere calcolate con esattezza. Se il corpo più pesante è molto più massiccio dell'altro, come nel caso di un satellite o di una piccola luna che orbitano un pianeta o della Terra in orbita attorno al Sole, è accurato oltre che comodo descrivere il moto in un sistema di coordinate centrato sul corpo più pesante: possiamo dire che il corpo più leggero è in orbita attorno a quello più pesante. Nel caso in cui le masse dei due corpi siano paragonabili, è ancora utilizzabile una soluzione newtoniana esatta, qualitativamente simile al caso di masse dissimili, centrando il sistema di coordinate sul centro di massa dei due.
L'energia è associata ai campi gravitazionali. Un corpo fermo lontano da un altro può compiere del lavoro esterno se viene tirato verso di esso, e quindi ha un'energia potenziale gravitazionale. Poiché è necessario del lavoro per separare due corpi contro la forza di gravità, la loro energia potenziale gravitazionale aumenta quando vengono separati, e diminuisce quando si avvicinano. Per masse puntiformi l'energia gravitazionale diminuisce senza limiti quando si avvicinano a separazione nulla; quando le masse si trovano a distanza infinita è convenzionale (oltre che comodo) considerare zero l'energia potenziale, e quindi negativa (poiché diminuisce da zero) per distanze finite più piccole.
Nel caso di due corpi, un'orbita è una sezione conica. L'orbita può essere aperta (l'oggetto non ritorna mai) o chiusa (quando ritorna), in base all'energia totale (cinetica + potenziale) del sistema. Nel caso di un'orbita aperta, la velocità in ogni posizione dell'orbita è almeno la velocità di fuga per quella posizione, mentre nel caso di un'orbita chiusa, è sempre minore di essa. Poiché l'energia cinetica non è mai negativa, adottando la convenzione standard di considerare per distanze infinite un'energia potenziale nulla, le orbite chiuse hanno un'energia totale negativa, le traiettorie paraboliche ne hanno una nulla, e le orbite iperboliche ne hanno una positiva.
Un'orbita aperta ha la forma di un'iperbole, se la velocità è maggiore della velocità di fuga, o di una parabola se la velocità è esattamente la velocità di fuga. I corpi si avvicinano per un attimo, curvano l'uno intorno all'altro all'incirca nel momento di massimo avvicinamento, e quindi si separano nuovamente per sempre. Questo può essere il caso di alcune comete che provengono dal di fuori del sistema solare.
Un'orbita chiusa ha la forma di un'ellisse. Nel caso particolare in cui il corpo orbitante è sempre alla stessa distanza dal centro, l'orbita ha la forma di un cerchio. In caso contrario, il punto in cui il corpo orbitante è più vicino alla Terra è il perigeo, chiamato periapside quando l'orbita è attorno a un corpo diverso dalla Terra. Il punto in cui il satellite è più lontano dalla Terra si chiama apogeo. La linea tracciata dal periapside all'apoapside è la linea degli apsidi, che è anche l'asse maggiore dell'ellisse.
I corpi orbitanti in orbite chiuse ripetono il loro percorso dopo un periodo fisso di tempo. Questo movimento è descritto dalle leggi empiriche di Keplero, che possono essere derivate matematicamente da quelle di Newton. Le leggi di Keplero possono essere formulate come segue:
1. L'orbita di un pianeta attorno al Sole è un'ellisse, con il Sole in uno dei punti focali dell'ellisse [questo punto focale è in realtà il baricentro del sistema Sole-pianeta; per semplicità in questa spiegazione si assume che la massa del Sole sia infinitamente più grande di quella del pianeta]. L'orbita giace in un piano, chiamato piano orbitale. Il punto dell'orbita più vicino al corpo attraente è il periapside, mentre quello più lontano si chiama apoapside. Ci sono anche termini specifici per orbite attorno a corpi particolari, oggetti in orbita attorno al Sole hanno un perielio e un afelio, attorno alla Terra, un perigeo e un apogeo, attorno alla Luna, un perilunio e un apolunio (o periselenio e aposelenio rispettivamente). Un'orbita attorno a una stella ha un periastro e un apoastro.
2. Mentre il pianeta si muove lungo la sua orbita in un determinato periodo di tempo, la retta che congiunge il Sole con il pianeta spazza un'area di ampiezza costante, indipendentemente da quale parte dell'orbita è stata percorsa in quel periodo. Ciò significa che il pianeta si muove più velocemente in prossimità del suo perielio piuttosto che vicino al suo afelio, poiché a una distanza minore deve percorrere un arco maggiore per coprire la stessa area. Questa legge è indicata solitamente come "aree uguali in tempi uguali".
3. Per una data orbita, il rapporto tra il cubo del semiasse maggiore e il quadrato del suo periodo è costante.

Si noti che mentre un'orbita chiusa attorno a un punto materiale o a un corpo sferico con un campo gravitazionale è un'ellisse chiusa che ripete esattamente e indefinitamente lo stesso percorso, gli effetti dovuti alla non perfetta sfericità della Terra o gli effetti relativistici faranno sì che la forma dell'orbita si discosterà da quella di un'ellisse chiusa, caratteristica del moto di due corpi. Le soluzioni al problema dei due corpi furono pubblicate da Newton nel Principia nel 1687. Nel 1912, Karl Fritiof Sundman sviluppò una serie infinita convergente che risolve il problema dei tre corpi; tuttavia, la convergenza avviene così lentamente da essere in pratica di scarsa utilità. Salvo casi particolari, come i punti di Lagrange, non esiste alcun metodo per risolvere le equazioni del moto di un sistema con quattro o più corpi.
Invece, le orbite con molti corpi possono essere approssimate con precisione arbitraria. Queste approssimazioni assumono due forme:
Una forma assume come base il moto ellittico puro, con aggiunta di termini di perturbazioni per tener conto dell'influenza gravitazionale di molteplici corpi. Ciò è utile per calcolare le posizioni dei corpi celesti. Le equazioni del moto di lune, pianeti e altri corpi sono conosciute con grande precisione, e vengono utilizzate per generare le tabelle per la navigazione astronomica. Tuttavia, ci sono fenomeni secolari che devono essere trattati con metodi post-newtoniani.
La forma dell'equazione differenziale viene utilizzata per scopi scientifici o in fase di pianificazione di una missione. Secondo le leggi di Newton, la sommatoria di tutte le forze è uguale alla massa per l'accelerazione (F = ma). Pertanto le accelerazioni possono essere espresse in termini di posizioni. I termini di perturbazioni sono molto più facili da descrivere con questa forma. Predire posizioni e velocità successive da valori iniziali corrisponde alla soluzione di un problema ai valori iniziali. Metodi numerici calcolano le posizioni e le velocità degli oggetti in un futuro a breve termine, quindi ripetono il calcolo. Tuttavia, piccoli errori aritmetici derivanti da un limitato livello di precisione matematica di un computer sono cumulativi, e ciò limita la precisione di questo approccio.

## Perturbazioni orbitali
Una perturbazione orbitale si verifica quando una forza o un impulso molto più piccoli della forza complessiva o dell'impulso medio del corpo principale, agendo dall'esterno rispetto ai due corpi orbitanti, provoca un'accelerazione che, nel tempo, modifica i parametri dell'orbita.

### Perturbazioni radiali, dirette e trasversali
Un piccolo impulso radiale dato a un corpo in orbita cambia l'eccentricità ma non il periodo orbitale (al primo ordine). Un impulso diretto o retrogrado (cioè un impulso applicato nella direzione del moto orbitale) modifica sia l'eccentricità sia il periodo orbitale. In particolare, un impulso diretto al periapside fa aumentare l'altezza dell'apoapside e viceversa, mentre un impulso retrogrado fa il contrario. Un impulso trasversale (al di fuori del piano orbitale) provoca la rotazione del piano orbitale senza modificare il periodo o l'eccentricità. In tutti i casi, un'orbita chiusa intersecherà ancora il punto della perturbazione.

### Decadimento di un'orbita
Se un oggetto orbita attorno a un corpo planetario con un'atmosfera significativa, la sua orbita può decadere a causa della resistenza fluidodinamica. In particolare, a ogni periapside l'oggetto subisce la resistenza atmosferica perdendo energia. Ogni volta l'orbita diventa meno eccentrica (più circolare) in quanto l'oggetto perde energia cinetica proprio quando tale energia è al suo massimo. Ciò è simile al rallentamento di un pendolo nel punto più basso: il punto più alto dell'oscillazione del pendolo si abbassa. A ogni successivo rallentamento, un maggiore percorso dell'orbita viene influenzato dall'atmosfera, rendendo quindi l'effetto più pronunciato. Alla fine l'effetto diventa così grande che l'energia cinetica massima non è più sufficiente a riportare l'orbita al di sopra dello strato dove c'è resistenza atmosferica. Quando ciò accade, l'oggetto descrive rapidamente una spirale verso il basso intersecando il corpo centrale.
L'influenza dell'atmosfera può variare di parecchio. Durante un massimo solare, l'atmosfera della Terra oppone resistenza fino a cento chilometri più in alto che durante un minimo solare.
Alcuni satelliti con lunghi cavi tether possono subire un decadimento orbitale a causa della resistenza elettromagnetica del campo magnetico terrestre. All'incontro con il campo magnetico, il filo agisce come un generatore, facendo fluire gli elettroni da un capo all'altro. Nel filo, pertanto, l'energia orbitale si converte in calore.
È possibile agire artificialmente su un'orbita tramite l'uso di motori a razzo, che modificano l'energia cinetica del corpo in qualche punto del suo percorso, convertendo l'energia chimica o quella elettrica. A questo modo diventa più facile cambiare la forma e l'orientamento dell'orbita.
Un altro metodo per modificare artificialmente un'orbita è tramite l'uso di vele solari o di vele magnetiche. Queste forme di propulsione non richiedono alcun propellente né energia diversa da quella del Sole, e possono quindi essere usate indefinitamente.
Il decadimento orbitale può verificarsi anche a causa delle forze di marea per oggetti al di sotto dell'orbita sincrona rispetto al corpo che stanno orbitando. La gravità dell'oggetto orbitante solleva dei rigonfiamenti equatoriali nel primario; poiché al di sotto dell'orbita sincrona l'oggetto orbitante si muove più rapidamente rispetto alla rotazione del corpo, i rigonfiamenti rimangono indietro di un piccolo angolo rispetto all'oggetto. La gravità dei rigonfiamenti è leggermente sfasata rispetto all'asse primario-satellite, e ha quindi una componente nella direzione del moto del satellite. Il rigonfiamento più vicino rallenta l'oggetto più di quanto lo acceleri quello più lontano, e di conseguenza l'orbita decade. Viceversa, la gravità del satellite sui rigonfiamenti esercita una coppia di forze sul primario accelerandone la rotazione. I satelliti artificiali sono troppo piccoli per avere effetti di marea sui pianeti attorno ai quali orbitano, mentre alcune lune del sistema solare stanno subendo un decadimento orbitale a causa di questo meccanismo. La luna più interna di Marte, Phobos, rappresenta un buon esempio: si prevede che entro 50 milioni di anni impatterà la superficie di Marte o che si frammenterà formando un anello.

### Schiacciamento di un corpo sferico
L'analisi standard dei corpi in orbita presuppone che essi siano costituiti da sfere uniformi o, più in generale, da gusci concentrici ciascuno dei quali di densità uniforme. Si può dimostrare che tali corpi sono gravitazionalmente equivalenti a dei punti materiali.
Tuttavia, nel mondo reale, i corpi ruotano, e ciò produce uno schiacciamento dei poli della sfera rispetto al suo equatore, fenomeno che distorce il campo gravitazionale e che gli fornisce un momento di quadrupolo che risulta significativo a distanze paragonabili al raggio del corpo in questione.

### Corpi gravitanti multipli
Gli effetti di altri corpi che fanno sentire l'influenza della propria gravità possono essere significativi. Per esempio, l'orbita della Luna non può essere accuratamente descritta senza tener conto dell'azione della gravità solare oltre che di quella terrestre. Nonostante queste perturbazioni, in prima approssimazione si può dire che i corpi hanno orbite ragionevolmente stabili attorno a un pianeta più massiccio, a condizione che siano in orbita ben all'interno della sfera di Hill di tale pianeta.
Quando vi sono più di due corpi gravitanti, il problema viene indicato come un problema degli n-corpi. La maggior parte di tali problemi non hanno una soluzione in forma chiusa, anche se alcuni casi particolari sono stati formulati.

## Astrodinamica
L'astrodinamica è l'applicazione della balistica e della meccanica celeste ai problemi pratici relativi al moto dei razzi e di altri veicoli spaziali. Il movimento di questi oggetti è normalmente calcolato in base ai principi della dinamica e alla legge di gravitazione universale. È una disciplina fondamentale nell'ambito della progettazione e del controllo delle missioni spaziali. La meccanica celeste tratta più ampiamente le dinamiche orbitali dei sistemi sotto l'influenza della forza di gravità, come i veicoli spaziali e i corpi celesti naturali come i sistemi stellari, i pianeti, le lune e le comete. La meccanica orbitale si occupa delle traiettorie dei veicoli spaziali, delle manovre orbitali, delle variazioni al piano dell'orbita. Ha il compito, inoltre, di prevedere i risultati delle manovre di propulsione nei viaggi interplanetari.

## Classificazione
In base all'energia posseduta dal corpo le orbite possono essere chiuse e periodiche oppure aperte e non periodiche.
- Orbita ellittica: l'orbita è chiusa ed è un'ellisse se l'energia totale E del corpo è minore di zero (cioè se l'energia cinetica è minore dell'energia potenziale). Sono ellittiche le orbite dei pianeti del sistema solare e di tutti i loro satelliti. L'orbita circolare è un caso particolare di orbita ellittica. Orbita ellittica intorno alla Terra con perigeo a 630 km e apogeo a 11650 km dalla superficie terrestre.

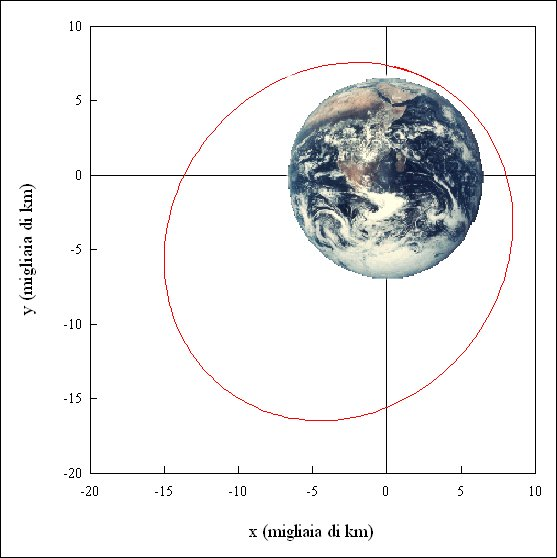
Orbita ellittica intorno alla Terra con perigeo a 630 km e apogeo a 11650 km dalla superficie terrestre.

- Traiettoria iperbolica: l'orbita è aperta ed è un'iperbole se l'energia totale E del corpo è maggiore di zero (ovvero se l'energia cinetica è maggiore dell'energia potenziale). Sono iperboliche le orbite delle sonde spaziali inviate al di fuori del sistema solare e le porzioni di orbite di sonde inviate verso i pianeti esterni (come la sonda Galileo e la sonda Cassini nelle fasi di avvicinamento e allontanamento dai pianeti interni usati per l'effetto fionda). Traiettoria iperbolica intorno alla Terra con perigeo a 5 275 km dalla superficie terrestre

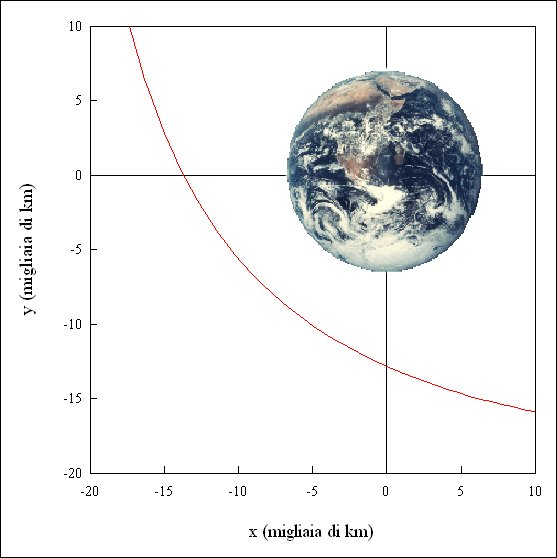
Traiettoria iperbolica intorno alla Terra con perigeo a 5 275 km dalla superficie terrestre

- Traiettoria parabolica: da un punto di vista teorico occorre inoltre aggiungere che se E=0, l'orbita risulterà una parabola; tale orbita rappresenta l'elemento di separazione tra la famiglia di orbite chiuse e di orbite aperte.

In base all'inclinazione rispetto al piano equatoriale un'orbita può essere:
- Orbita equatoriale: se l'inclinazione è circa zero (ad esempio l'orbita geostazionaria).
- Orbita polare: se l'inclinazione è quasi uguale a 90°. I satelliti in orbita polare hanno la caratteristica di poter vedere tutto il globo grazie al loro moto latitudinale lungo i meridiani.
- Orbita eclittica: se l'inclinazione dell'orbita coincide con l'eclittica del pianeta.
- Orbita retrograda: se l'inclinazione è superiore a 90°.

In base all'utilizzo pratico nell'ambito dei satelliti artificiali, possono essere definite anche:
- Orbita cimitero, dove finiscono i satelliti artificiali geostazionari
- Orbita commerciale
- Orbita di parcheggio
- Orbita Molniya, orbita per comunicazioni sovietica
- Orbita eliosincrona, orbita per il telerilevamento.

In base all'altitudine rispetto alla Terra:
- Orbita terrestre bassa, in cui si trova ad esempio la Stazione spaziale internazionale
- Orbita terrestre media, in cui si trovano i satelliti dei sistemi di navigazione (GLONASS, Galileo e GPS).
- Orbita terrestre alta (particolarmente ellittica)
- Orbita geostazionaria: a una quota di 35 790 km sul livello del mare in un'orbita inclinata a 0 gradi rispetto all'equatore terrestre, i satelliti possono rimanere fermi rispetto alla superficie terrestre. Molti satelliti per le telecomunicazioni si trovano in quest'orbita.

## Velocità orbitale in un'orbita circolare terrestre
Lo studio del movimento ovvero delle orbite dei corpi astronomici, naturali e artificiali, è compito dell'astrodinamica.
Consideriamo un corpo di massa m che si muove su un'orbita circolare a una distanza r dal centro della Terra (ovvero a una quota h = r - RT, dove RT è il raggio della Terra). Tale corpo è soggetto alla forza di gravità
{\displaystyle F_{g}=G\,{\frac {{M}{m}}{r^{2}}}},
essendo G = 6,674 × 10−11 N (m/kg)² la costante di gravitazione universale e M = 5,9 × 1024 kg la massa della Terra.
Il corpo su una traiettoria circolare di raggio r è soggetto alla forza centripeta pari a
{\displaystyle F_{c}=m{\frac {v^{2}}{r}}}
essendo v la velocità tangenziale.

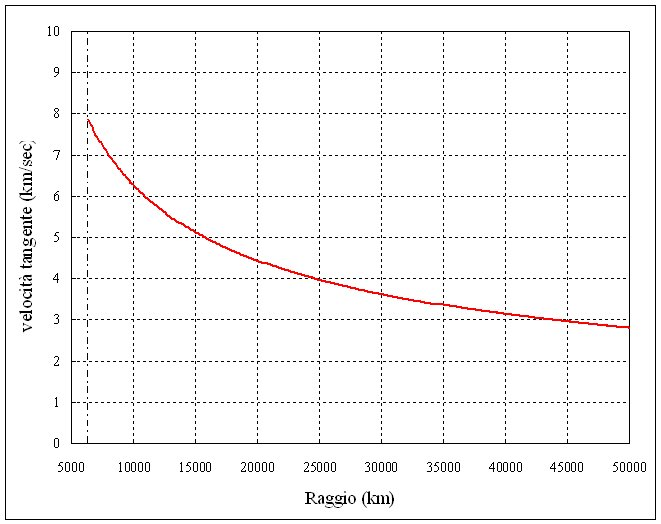
La velocità tangenziale in funzione del raggio di un'orbita circolare terrestre.

Perché il corpo continui a percorrere l'orbita circolare, la forza di gravità deve uguagliare la forza centripeta, Fg = Fc:
{\displaystyle G\,{\frac {{M}{m}}{r^{2}}}=m{\frac {v^{2}}{r}}};
Semplificando m e r e risolvendo rispetto a v si ottiene:
{\displaystyle v={\sqrt {\frac {{G}{M}}{r}}}}.
La figura a fianco rappresenta il grafico della velocità tangenziale in funzione del raggio dell'orbita, per orbite intorno alla Terra.
Tenendo conto che la velocità tangenziale è legata al periodo orbitale dalla relazione
{\displaystyle v=2\pi {\frac {r}{T}}}
è possibile esprimere T in funzione di r, ottenendo
{\displaystyle T^{2}={\frac {{4}{\pi ^{2}}}{GM}}\,r^{3}}.
Questa non è altro che la terza legge di Keplero. La costante K che compare nella terza legge è quindi definita da
{\displaystyle K={\frac {{4}{\pi ^{2}}}{GM}}}
La terza legge di Keplero permette quindi di determinare l'altezza di un'orbita geostazionaria, cioè un'orbita equatoriale il cui periodo è pari al giorno siderale della Terra, Trot = 23 h 56 min 4,09 s = 86 164,09 s:
{\displaystyle r_{geos}={\sqrt[{3}]{\frac {GMT_{rot}^{2}}{4\pi ^{2}}}}=42168\,{\text{km}}}
che corrisponde a un'altezza di 35 790 km sopra l'equatore.